# Фобос (супутник)
Фобос (дав.-гр. φόβος — «страх») — один з двох супутників Марса.

## Відкриття
Супутники Марса намагався виявити ще англійський королівський астроном Вільям Гершель 1783 року, але безрезультатно. У 1862 і 1864 роках їх шукав директор обсерваторії Копенгагенського університету Генріх Луї д'Арре за допомогою 10-дюймового (25-сантиметрового) телескопа-рефрактора, але також не зміг їх виявити.
Фобос — внутрішній супутник, який був відкритий американським астрономом Асафом Голлом 17 серпня 1877 року. Спостереження виконувалися у військово-морській обсерваторії у Вашингтоні, тому, якщо привести місцевий сонячний час до гринвіцького, то офіційна дата відкриття — це 18 серпня 1877 року.
Супутник названий на честь давньогрецького бога Фобоса, супутника бога війни Ареса. Імена для супутників Марса запропонував Генрі Джордж Мадан 1877 року, він їх взяв із «Іліади» Гомера. Остаточно вибір на користь пропозиції Мадана Голл зробив 7 лютого 1878 року.

## Загальна характеристика
Фобос обертається на середній відстані 2,77 радіуса Марса від центра планети (9400 км), що у 40 разів менше, ніж відстань від Землі до Місяця. Перицентр становить 9235,6 км, апоцентр — 9518,8 км. Він робить один оберт за 7 год 39 хв 14 с, що у три рази швидше обертання Марса навколо власної осі. В результаті, на марсіанському небі Фобос сходить на заході і заходить на сході.
Фобос обертається навколо своєї осі з тим же періодом, що й навколо Марса, тому завжди повернутий до планети одним і тим самим боком. Його орбіта розташовується всередині межі Роша для «рідкого» супутника, однак припливні сили не розривають супутник, оскільки він має розсипчасту структуру і його орбіта наразі лежить поза межею Роша для «твердого» супутника. Однак через таке розташування орбіти неможливо створити штучний супутник Фобоса.
Припливна дія Марса поступово наближає супутник до планети і зрештою призведе до падіння Фобоса на Марс або руйнування з утворенням планетарного кільця. Згідно з повідомленням НАСА, супутник дійсно наближається до поверхні Марса зі швидкістю 1,8 метра кожні 100 років. Така швидкість свідчить про те, що Фобос або вріжеться в Марс через 50 млн років, або ж розпадеться на кільце.
Розміри Фобоса становлять 26,8×22,4×18,4 км, його поверхня всіяна кратерами, найбільший із яких, Стікні, має діаметр близько 9 км. З кратером пов'язана мережа розломів і тріщин. Дослідження 2015 року пов'язує утворення тріщин та борозен на поверхні Фобоса із процесами його руйнування під дією припливних сил з боку Марса. Комп'ютерне моделювання показало, що внутрішня структура Фобоса може являти собою сукупність уламків, що зверху прикриті реголітовою оболонкою товщиною близько 100 метрів. Під дією припливних сил відбуваються деформації, що зсередини руйнують поверхневу оболонку, унаслідок чого і з'являються тріщини. Відповідно до моделі, протягом найближчих 30-50 мільйонів років ці процеси призведуть до цілковитого руйнування Фобоса — частина уламків впаде на поверхню Марса, інша частина разом із пиловими частками утворить кільця навколо планети.

## Походження Фобоса
Гіпотези походження марсіанських супутників, як і раніше, суперечливі. Фобос і Деймос мають багато спільного з астероїдами типу C: їх спектр, альбедо і густина в цілому характерні для C або типу D астероїдів. Так, за старою гіпотезою, Фобос, як і Деймос — це астероїди, що утворилися близько 4,5 мільярдів років тому в головному поясі астероїдів, які, поступово переміщуючись з зовнішньої його частини у бік Сонця, зрештою стали супутниками Марса.
Але сучасний точний аналіз даних з європейського апарата «Марс-експрес» показав суттєву відмінність спектра Фобоса від спектра астероїдів головного поясу. За новою гіпотезою, Фобос — об'єкт другого покоління Сонячної системи, тобто об'єкт, що не утворився одночасно з Марсом, а виник на навколомарсіанській орбіті. Можливо, в минулому Марс пережив зіткнення з великим тілом, які в часи молодості Сонячної системи зустрічалися часто, викинувши на орбіту величезну масу порід Марса. Частина цієї речовини згодом зібралася на орбіті у вигляді супутників.

## Кратер Стікні на Фобосі

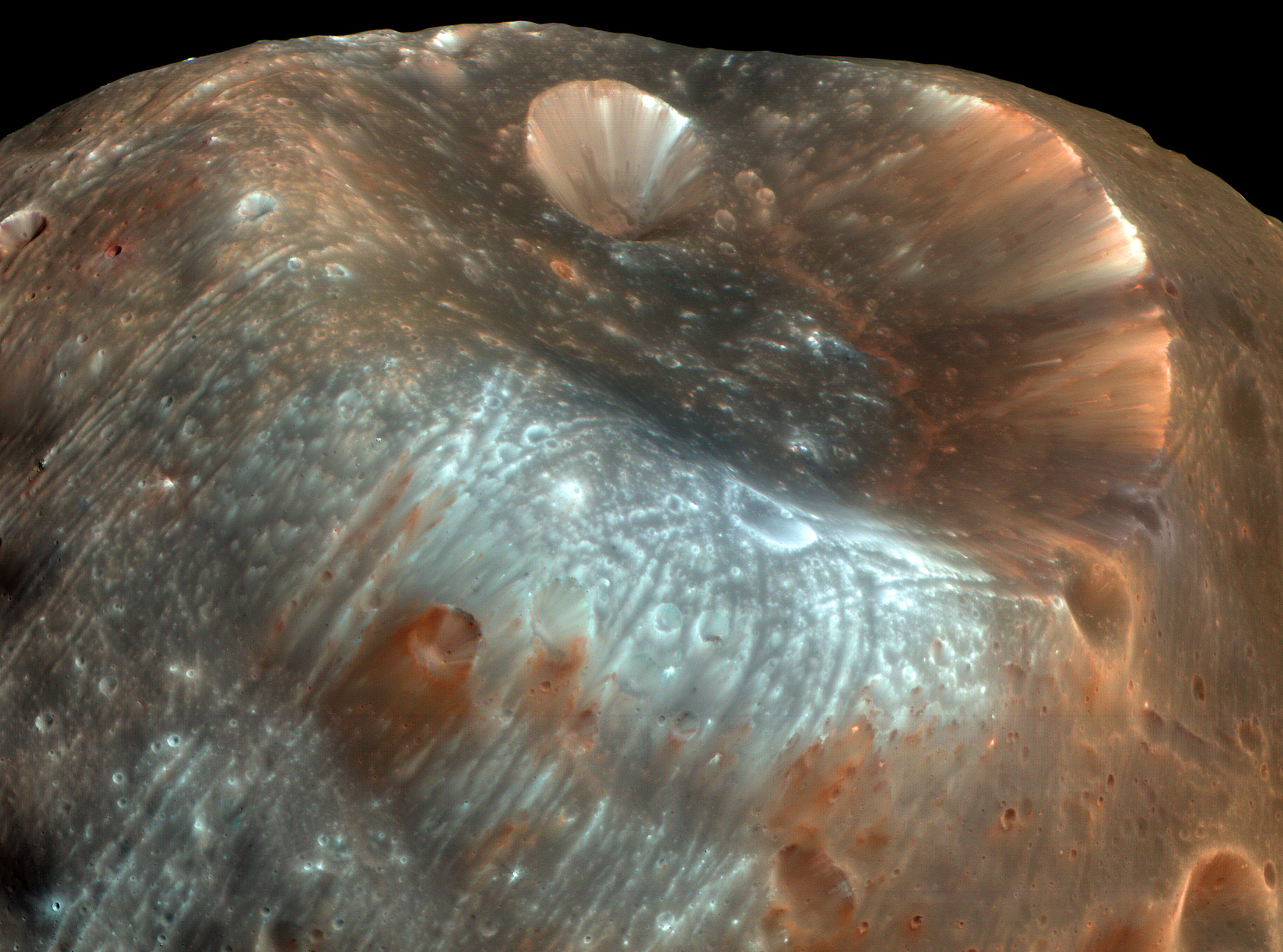
Кратер Стікні, сфотографований Mars Reconnaissance Orbiter у березні 2008 року.

Кратер Стікні (англ. Stickney) — найбільший метеоритний кратер на Фобосі. Діаметр кратера становить близько 9 км, таким чином він займає значну частину поверхні Фобоса. Названий на честь Хлої Анджеліни Стікні Голл, дружини американського астронома Асафа Голла, який відкрив обидва супутники Марса 1877 року.

## Дослідження Фобоса
1988 року було запущено дві автоматичні міжпланетні станції «Фобос» для дослідження Марса і його супутників. Один з апаратів було втрачено через два місяці після запуску, інший успішно досяг Марса і встиг виконати частину дослідницької програми до того, як контакт із ним було втрачено.
Експедиція на Фобос у межах програми Російського космічного агентства «Фобос-Ґрунт» 2011 року зазнала невдачі ще на орбіті Землі.
У липні 2023 року марсохід НАСА «Персеверанс» зафіксував, як супутник Фобос ненадовго затьмарив Сонце в небі на Марсі. Тобто марсохід став свідком класичного затемнення Сонця, але для спостерігача з поверхні іншої планети Сонячної системи.
28 грудня 2023 року, за повідомленням видання New Scientist, японське космічне агентство JAXA оголосило про плани запуску у вересні 2024 року своєї амбітної місії на супутник Марса, Фобос. Пізніше місію перенесено на 2026 рік. Космічна станція з назвою Martian Moons eXploration (MMX) буде оснащена ровером і модулем для збору зразків з Фобоса, після чого вони будуть доставлені на Землю.